# Orhan 1.
Orhan, Orhan Gazi eller Orkhan var den anden bey (høvding) i det nyoprettede Osmanniske Rige fra 1326 til 1362. Orhan erobrede det meste af det vestlige Anatolien og tog del i det politiske spil, der omhandlede det døende Byzantiske Rige ved at gifte sig med Helene, datter af Johannes VI Cantacuzenus, den fordrevne formynder for kejser Johannes V Palaiologos. Prisen for dette prestigefyldte ægteskab var, at Orhan hjalp Cantacuzenus med at vælte Johannes V og hans regenter. I 1354 besatte Orhans søn, Suleiman Pasha, Gallipoli, som indbyggerne havde forladt på grund af et jordskælv, hvad der gav osmannerne et brohoved i Europa.
1. ↑  Navnet er anført på engelsk og stammer fra Wikidata hvor navnet endnu ikke findes på dansk.